# 西国街道

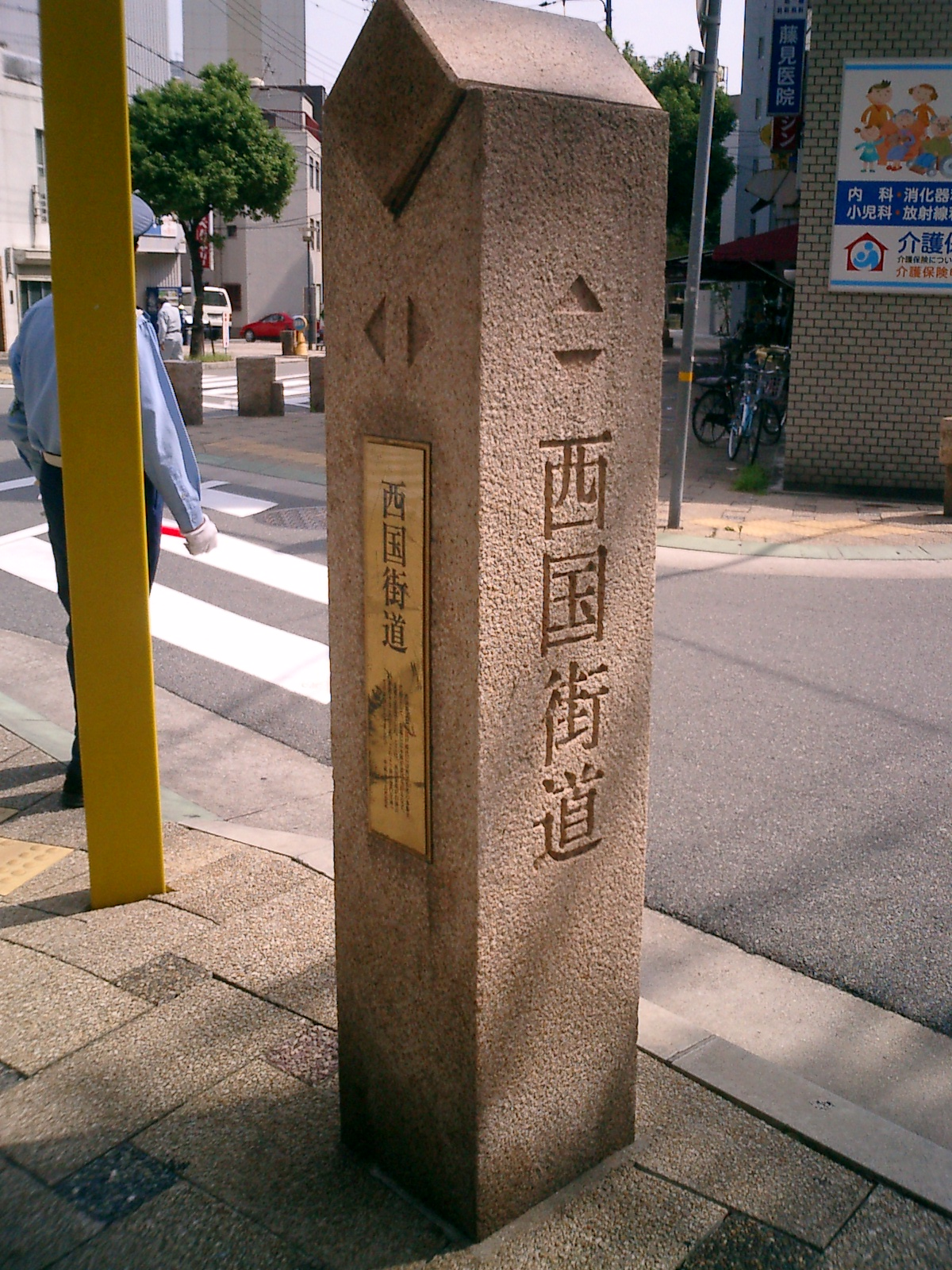
西国街道の指標（神戸市兵庫区新開地）

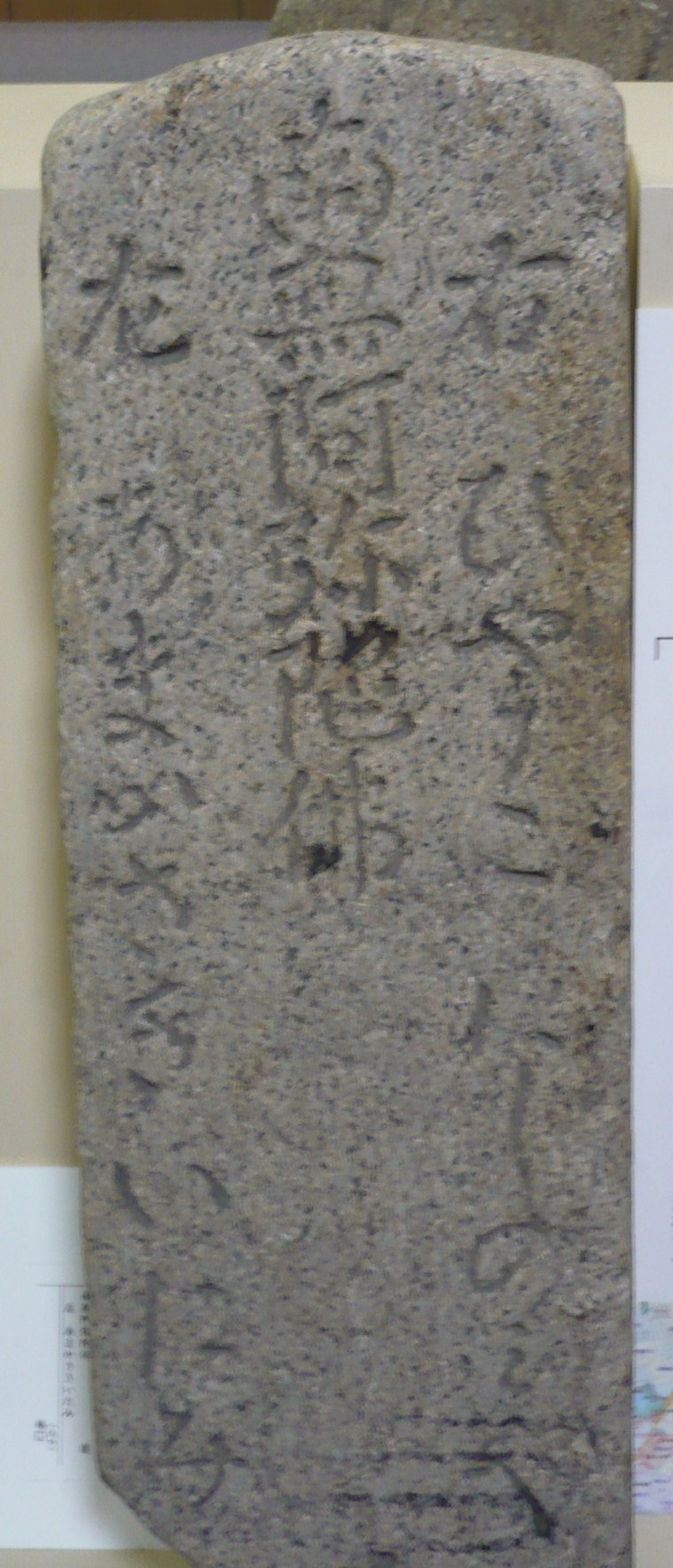
寛文9年銘道標（市指定文化財）

西国街道（さいごく〈さいこく・せいごく・せいこく〉かいどう）は、江戸時代における街道の1つであり、近世山陽道の別名である。京都から下関、あるいは九州の太宰府までの経路で、律令時代に大路として整備された「山陽道」とほぼ一致する。
狭義の西国街道として、同街道のうち京都 - 西宮までの区間（山崎通）、あるいは同じく山陽道として西宮 - 下関の区間を指すこともある。なお、西国路（さいごく〈さいこく・せいごく・せいこく〉じ）、中国街道（ちゅうごくかいどう）、中国路（ちゅうごくじ）、山陽路（さんようじ）などとも呼ばれる。

## 概要
江戸時代には、いわゆる「街道」が整備されることになった。この街道においては、藩領内であっても江戸幕府の道中奉行が支配するなど、再び中央と地方の連絡が国家的に整備されたともいえる。街道には宿場（宿駅）が指定され、人馬の継立を行う問屋場や、諸大名の宿舎としての本陣、脇本陣、そして武士や一般庶民などの宿舎であった旅籠などが整備された。
江戸時代の道路として、当時、西国街道（または西国往還）とも呼ばれた山陽道は、京都の羅城門（東寺口）から赤間関（あかまがせき：現在の下関市）に至る道として再整備されたものである。幕府は、江戸を中心とした五街道に重点を置く街道整備政策を行ったが、その延長線上に山陽道は脇往還（脇街道）に位置付けられることとなった。この街道は、道幅二間半（約4.5m）と定められ整備された。下関から関門海峡を越えて小倉へと至ることで、江戸と長崎を結ぶ幹線道路でもあった。これらのことは寛永10年（1633年）の幕府巡視使の巡視を契機としたが、寛永12年（1635年）参勤交代制の確立のためにも重要な街道であった。
なお、呼称には多少の重複混同が生じているが、安土桃山時代頃まで前述の京都 - 西宮間は山崎街道（唐街道と山崎通り）、そして西宮 - 下関間を狭義の西国街道（山陽道）、大坂 - 尼崎 - 西宮間は中国街道 などと呼称される。
特に長州藩は整備に力を注いでおり、同藩が慶安2年（1649年）に幕府へ提出した絵図（正保国絵図）には、山陽道に30か所の馬継ぎを設置したことが記されている。

## 区分
京都から下関までのうち、以下のように区分されることもある（多少の重複がある）。

### 京都 - 西宮（山崎通）
西国街道のうち、特に6宿駅、山崎宿（大山崎町・島本町）・芥川宿（高槻市）・郡山宿（茨木市）・瀬川宿（箕面市）・昆陽宿（伊丹市）・西宮宿（西宮市）が設けられていた。京都から西宮の区間を指して山崎街道（やまさきかいどう）、山崎路（やまさきじ）、山崎通（やまさきのみち）といった。大坂を経由せずに西国へ抜ける脇街道として西国大名の参勤交代に利用され、繁栄した。
なお、狭義の西国街道として、この山崎通を西国街道と呼び、西宮以西のルートを山陽街道とすることもある。
現在、旧街道と並行するように国道171号が京都 - 神戸（西宮 - 神戸間は国道2号重複）間を結んでいる。
さらに山崎通とは別に、京都 - 西宮間を伏見・枚方・大坂・神崎・尼崎経由で結ぶ街道もある。京都 - 大坂間には京街道 （大坂街道）があり、東海道とも連結する。大坂 - 西宮間には浜街道（はまかいどう）があり、別名で狭義の中国街道（ちゅうごくかいどう）、中国路（ちゅうごくじ）、中国道（ちゅうごくどう）とも呼ばれた。両街道とも現在でも主要な幹線道路のルートとして引き継がれている。

### 西宮 - 下関
西宮 - 下関までを狭義の西国街道とすることもある。
兵庫県内の打出（芦屋）から生田神社（神戸元町）の南まで、街道は山側と海側の南北二手に分岐しており、山（北）側のルートを西国本街道（西国街道）、およそ1km離れて並行する海（南）側のルートは西国浜街道（浜街道）と呼ばれた。
広島藩では「西国街道」と呼称されていたといわれるが、現在の岡山県や広島県東部（かつて備後福山藩であった福山市と尾道市の一部）、それに山口県では「山陽道」と呼び、山陽自動車道の略称と区別するために「旧山陽道」と呼ぶのが一般的。しかも、現在の岡山県岡山市から広島県福山市にかけて並行する鴨方往来を「西国街道」と呼び、明治には「西国県道」と呼んでいた。

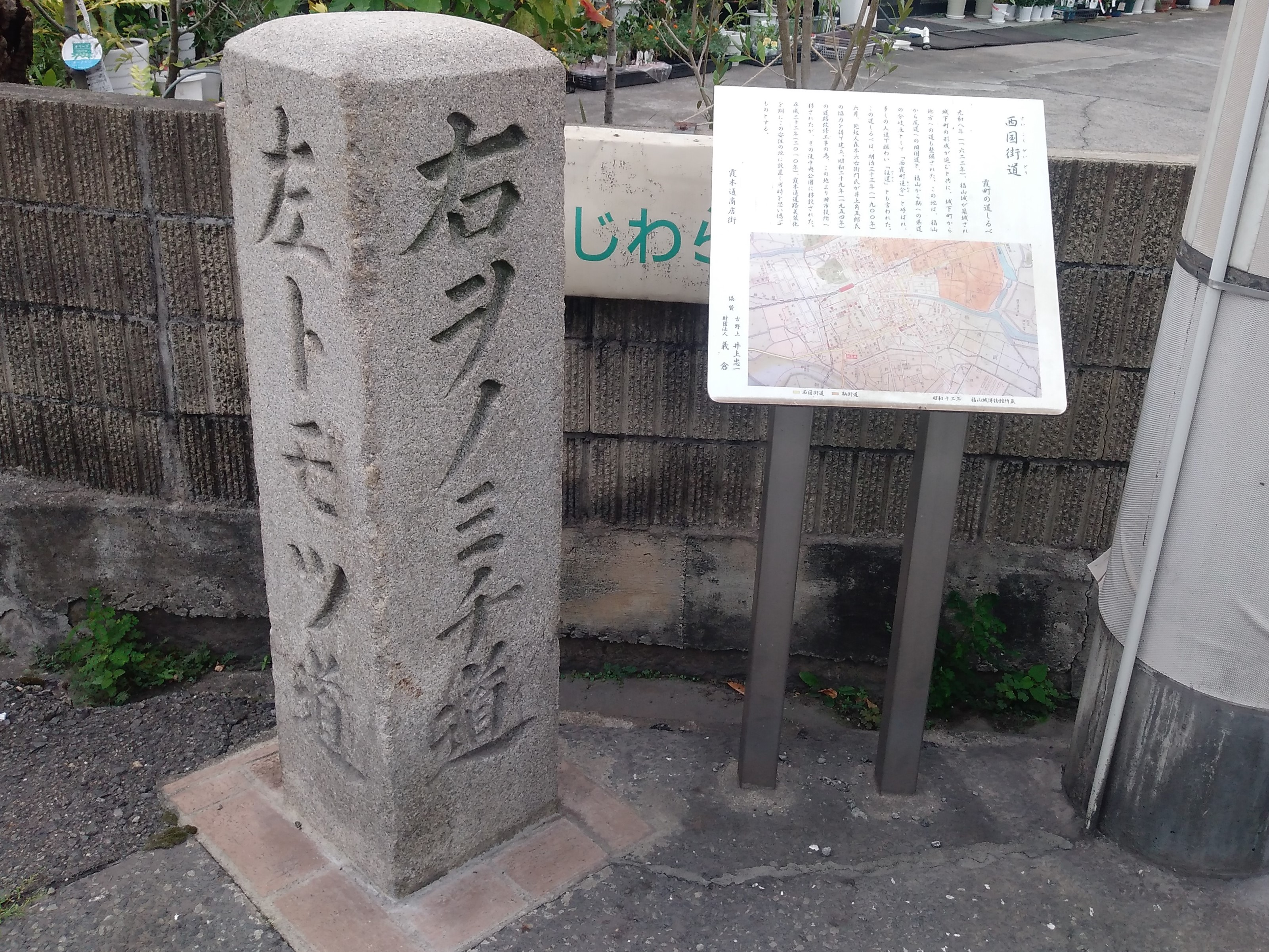
広島県福山市霞町を通る鴨方往来。案内板には「西国街道」とある。（2022年撮影）

### 徳川道
幕末の兵庫開港要求事件に伴い、生麦事件のような外国人と大名行列の衝突を避けるために、石屋川（神戸市東灘区）から大蔵谷（明石市）の間を六甲山中を抜けて迂回する西国往還付替道が開削された。兵庫（実際には東へ離れた神戸）開港と同日の慶応3年12月7日（1868年1月1日）に開通したこの付替道は全長約33kmで、総予算額は当時の貨幣で3万6,189両であった。しかし、開港2日後に王政復古、鳥羽・伏見の戦い後の慶応4年1月9日（1868年2月2日）に兵庫奉行柴田剛中が江戸へ逃れたため、公式に使われることは一度もないまま、慶応4年8月13日（1868年9月28日）付で廃止された。近年になり六甲山系摩耶山登山道として神戸市内の一部分約4.7km（杣谷登山口 - 杣谷峠 - 桜谷分岐 - 森林植物園東口） が再整備され、この区間を地元では徳川道と呼んでいる。なお、慶応4年1月11日（1868年2月4日）に元来の西国街道三宮神社前で神戸事件が発生した。ただし、西国街道の付け替え以前の問題として、開港までに間に合わなかった神戸外国人居留地が未だ造成工事中だった（居留地造成工事完工は1868年8月14日、永代借地権第1回競売は9月10日）。明治新政府は慶応4年3月に居留地（造成中）を小迂回する別の道を設けている。
起点: 西国街道より分岐（現在の国道2号線 灘区御影石町 付近） - 石屋川 - 阪急六甲駅南・八幡町 - 神戸護国神社 - 杣谷（そまだに）登山口 - (杣谷沿い) - 杣谷峠 - (摩耶山北斜面) - 桜谷分岐 - （生田川沿い） - 森林植物園東門 - 弘陵学園高校正門前 - 北区山田町小部 - 鈴蘭台 - 白川 - 高塚山 - 終点：西国街道より分岐（現在の国道2号線 明石市大蔵谷付近）

## 宿場一覧
| 宿駅             | 所在地（比定地）            | 特記事項 |
| ---------------- | --------------------------- | --- |
| 京都東寺（起点） |                             | |
| 山崎             | 京都府大山崎町 大阪府島本町 | |
| 芥川             | 大阪府高槻市                | |
| 郡山             | 大阪府茨木市                | 郡山宿本陣が現存                                                                                            |
| 瀬川             | 大阪府箕面市                | 能勢街道との結節点                                                                                          |
| 昆陽             | 兵庫県伊丹市                | |
| 西宮             | 兵庫県西宮市                | |
| 兵庫津           | 兵庫県神戸市兵庫区          | 本陣は神明町に、脇本陣は神明町に1軒、小広町に3軒あった。                                                    |
| 大蔵谷           | 兵庫県明石市                | 『慶長播磨国絵図』には「王子町」の記載あり。 王子町の宿駅は、明石、さらに大蔵谷村へと移された（時期不明）。 |
| 大久保           | 兵庫県明石市                | 寛永年間に宿駅として追加。 ただし、大久保町に本陣ができたのは江戸初期の慶長5年から18年頃とされる。          |
| 加古川           | 兵庫県加古川市              | |
| 御着             | 兵庫県姫路市                | |
| 姫路             | 兵庫県姫路市                | |
| 鵤               | 兵庫県太子町鵤              | 寛永年間に宿駅として追加。                                                                                  |
| 正條             | 兵庫県たつの市              | 寛永年間に宿駅として追加。                                                                                  |
| 片島             | 兵庫県たつの市              | |
| 有年             | 兵庫県赤穂市                | 『慶長播磨国絵図』には「西うね」の記載あり。 西有年の宿駅は東有年に移された（時期不明）。                   |
| 三石             | 岡山県備前市                | |
| 片上             | 岡山県備前市                | |
| 藤井             | 岡山県岡山市東区            | |
| 岡山             | 岡山県岡山市北区            | |
| 板倉             | 岡山県岡山市北区            | 真金一里塚が現存、「旧板倉宿」跡地看板設置                                                                  |
| 川辺             | 岡山県倉敷市                | |
| 矢掛             | 岡山県矢掛町                | 本陣・脇本陣が現存                                                                                          |
| 七日市           | 岡山県井原市                | |
| 高屋             | 岡山県井原市                | |
| 神辺             | 広島県福山市                | 本陣が現存                                                                                                  |
| 今津             | 広島県福山市                | |
| 尾道             | 広島県尾道市                | |
| 三原             | 広島県三原市                | |
| 本郷             | 広島県三原市                | |
| 四日市           | 広島県東広島市              | 別名西条 |
| 海田市           | 広島県海田町                | |
| 広島             | 広島県広島市                | |
| 廿日市           | 広島県廿日市市              | |
| 玖波             | 広島県大竹市                | |
| 関戸             | 山口県岩国市                | |
| 玖珂             | 山口県岩国市                | |
| 高森             | 山口県岩国市                | |
| 今市             | 山口県周南市                | |
| 呼坂             | 山口県周南市                | |
| 久保市           | 山口県下松市                | |
| 花岡             | 山口県下松市                | |
| 徳山             | 山口県周南市                | |
| 福川             | 山口県周南市                | |
| 富海             | 山口県防府市                | |
| 宮市             | 山口県防府市                | |
| 小郡             | 山口県山口市                | |
| 山中             | 山口県宇部市                | |
| 船木             | 山口県宇部市                | |
| 厚狭市           | 山口県山陽小野田市          | |
| 吉田             | 山口県下関市                | |
| 小月             | 山口県下関市                | |
| 長府             | 山口県下関市                | |
| 下関（終点）     | 山口県下関市                | |